# Acochlidioidea
Acochlidioidea zijn een superfamilie van de Gastropoda (buikpotigen of slakken). 

## Families
- Acochlidiidae Küthe, 1935
- Aitengidae Swennen & Buatip, 2009
- Bathyhedylidae Neusser, Jörger, Lodde-Bensch, E. E. Strong & Schrödl, 2016
- Hedylopsidae Odhner, 1952
- Pseudunelidae Rankin, 1979
- Tantulidae Rankin, 1979